# Leucania dorsalis
Leucania dorsalis là một loài bướm đêm trong họ Noctuidae.